# Ti Jaz
Ti Jaz est un groupe né durant l’hiver 1982 de la rencontre de musiciens bretons vivant à Paris, dans le quartier du Montparnasse.
Un café breton du quartier, le Ti Jos,  servit de refuge à leurs premiers rapprochements musicaux et inspira malicieusement le nom du groupe. Ce nom fait également référence aux premiers orchestres d’avant guerre, que l’on appelait « Jazz-band » et dont les instruments, accordéon, clarinette, ..., correspondaient parfaitement à la sensibilité et aux connaissances musicales de chacun des membres du groupe. Bombarde, basse et guitare électriques sont venus s’ajouter par la suite, dans un double souci de respect de la tradition et de l’élargissement de celle-ci.
Tradition, création, référence à un passé proche et lointain, volonté d’intégration de cette musique dans un milieu urbain, tous ces ingrédients donnent à Ti Jaz une couleur originale et dansante. 

## Biographie
Bernard Lasbleiz fonde le groupe en 1982 et le quittera en 1989.

## Dernière formation connue[1],[2]
- Olivier Mell : bombardes
- Dominique Boutot : guitare acoustique
- Richard Dilly : basse
- Camille Ollivier: saxophone
- Didier Quéron : saxophone
- Bruno Brochet : saxophone
- Philippe Guyard : accordéon chromatique
- François Cartier : trompette
- Olivier Le Gallo : batterie

(Michel Le Cam assure la sonorisation)

## Anciens membres[3]
- Jacques Le Pendu : clarinette, clarinette basse (depuis 1982 jusqu'en 1988)
- Bernard Lasbleiz : accordéon diatonique (depuis 1982 et jusqu'en 1989)
- José Ponzone , arrangements (les filles de Lannion ,an daou vreur ,etc)saxophone soprano et trompette
- Etienne De La Sayette : sax
- Johann Guihard, sax
- Camille Olivier : biniou, bombarde, saxo soprano, saxophone (depuis 1982)
- Laurent Damery : guitare
- Pierre Claude Artus ;sax
- Antoine Larcher :sax
- Didier Queron :sax
- Bruno Brochet sax
- Louise de la Celle :accordeon
- Eric Richard :accordeon

## Discographie
- 1985 : Musiques de Basse-Bretagne
- 1990 : Rêves sauvages, édition Coop Breizh
- 1993 : En concert, Silex (édition musicale)
- 1998 : Rythm'n'Breizh, édition [Jimini Music]
- 2001 : Live in ar vag, Ciré jaune